# ルゴプス
ルゴプス（学名:Rugops「シワ顔」の意味 ）は約9500万年前の後期白亜紀セノマニアン期に現在のアフリカに生息していた獣脚類恐竜の属である。 2000年、ニジェールでのルゴプスの頭蓋骨の発見は、この地域の獣脚類の進化を理解する上で重要な突破口であり、歴史的にはこの陸塊がまだその段階ではゴンドワナと一体化していたことを示している。

## 特徴
唯一知られているの頭骨および、近縁種との比較に基づけばルゴプスの全長は約6mであったと推定される。 頭骨は装甲もしくは鱗に覆われており、他の骨は多くの血管を持っていた。この化石を発見したチームのリーダーであるポール・セレノは「これは戦闘または骨の破砕用に設計された頭のようなものではなく、スカベンジャーであったかもしれないことを示唆している」と言っている（ただしスカベンジャーであったとしても、それだけで、このような大型動物の体を維持できたかは不明である。同様の問題はティラノサウルスのスカベンジャー説などが有名）。また頭骨には7つの穴の列が2列並んでいた。この用途は不明であるが、セレノはそれらにある種の鶏冠や角が固定されていたかもしれないと推測している。

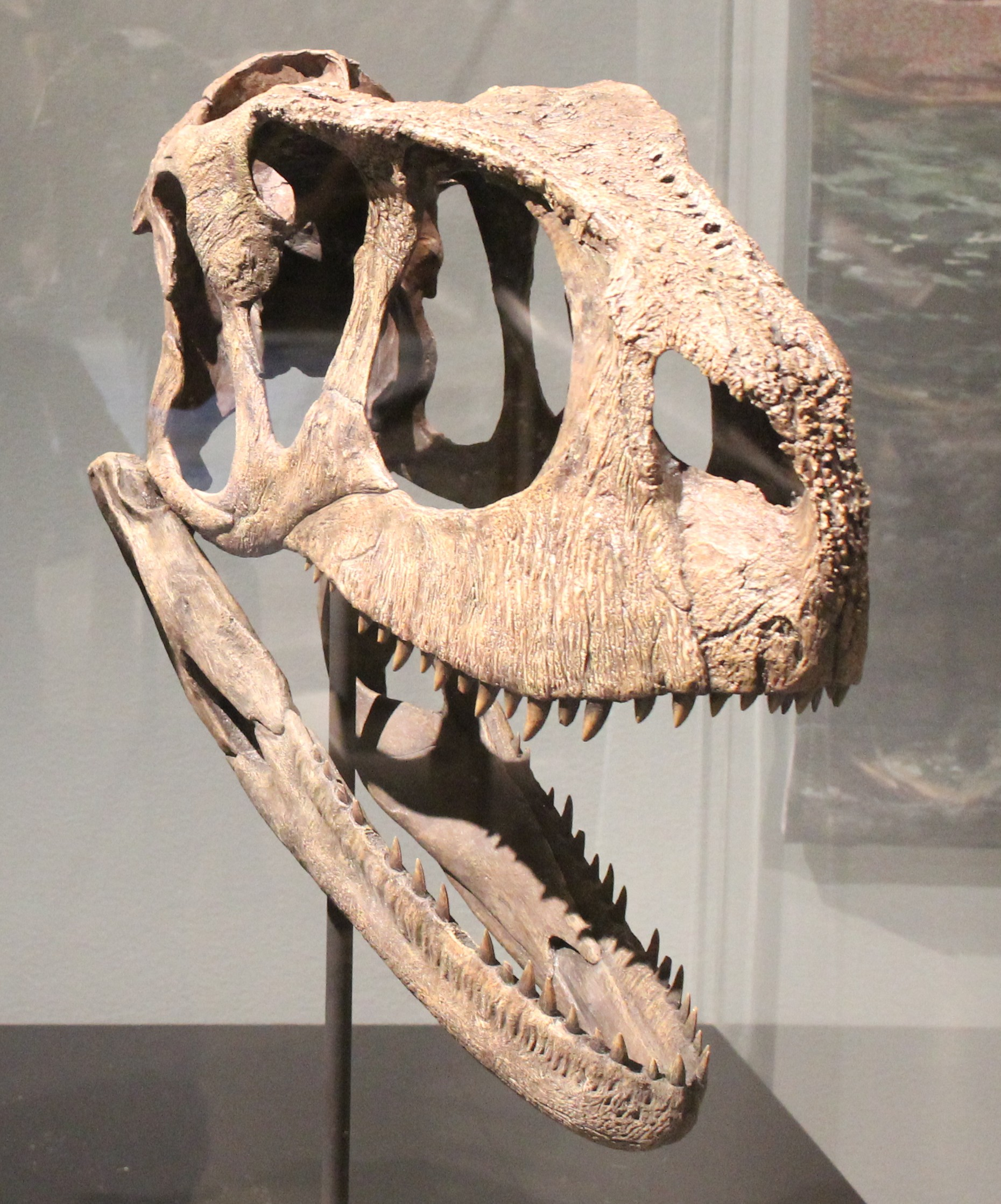
復元された頭骨

他のアベリサウルス類と同じようにおそらくルゴプスの腕はとても短かった。腕は戦闘に役立たなかっただろう。腕はバランスをとるためのもので、この恐竜の大きな頭の重量を相殺するためのものだったのかもしれない。
タイプ種 はR. primus（「最初のシワ顔」の意味）である。ルゴプスはアベリサウルス科に属すると考えられ、マジュンガサウルスと近縁である。

## 大衆文化において
ルゴプスはBBCのシリーズ番組プラネット・ダイナソーの初回で取り上げられ、スカベンジャーであるようで、スピノサウルスの捕獲した魚の残飯を食べていた。

## 参照
1. ↑  Holtz, Thomas R. Jr. (2011) Dinosaurs: The Most Complete, Up-to-Date Encyclopedia for Dinosaur Lovers of All Ages, Winter 2010 Appendix.